# Протопопов, Виктор Викторович
Ви́ктор Ви́кторович Протопо́пов (9 августа 1866 — 6 апреля 1916, Москва) — русский писатель, драматург и переводчик, библиофил, журналист, редактор, меценат, член Русского театрального общества; директор Литературно-художественного общества. Автор около 30 пьес.

## Биография
Виктор Викторович родился в дворянской семье. Окончил гимназию и реальное училище Гуревича в Санкт-Петербурге. Работал журналистом, первые очерки опубликовал в газетах «Биржевые ведомости» и «Театральный мирок»; печатал статьи в газетах: «Новости», «Биржевые ведомости», «Петербургская газета», «Новое время», в журнале «Театр и искусство»; редактировал газету «Театральный день». Протопопов — первый в русской печати начал брать интервью.
Первую свою пьесу — комедию «Невольники рубля» Протопопов написал в 1894 году, она была поставлена в театре Литературно-художественного общества в Санкт-Петербурге и в театре Корша в Москве. Следующая пьеса — комедия «Рабыни веселья» была поставлена в драматическом театре на Офицерской. Комедия на сцене была сыграна всего пять раз, после этого была запрещена за безнравственность, через два года запрет с неё был снят, и за сезон на сцене была сыграна 64 раза; на сцене в театре имени Суслова, в Москве, была сыграна около 80 раз. Комедия «Позолоченные люди» Протопопова была поставлена в театре Шабельской. После чего сочинения Протопопова: драма «Падшие», будничный эпизод «Вне жизни», «Женская волюшка», «Обвиняемая», «Звезда нравственности» и две исторические пьесы «Гетера Лаиса» и «Любовь актрисы» были поставлены в театре Суворина. Комедия Протопопова «Вне жизни» была переведена на немецкий язык и была поставлена на сцене в Германии. Наиболее известная пьеса Протопопова — «Чёрные вороны», поставленная в 1907 году, была запрещена в этом же году. Следующая пьеса «Рыжий» была запрещена цензурой, но разрешена только для печати. Последняя пьеса Протопопова «Сердце мужчины» с большим успехом шла в театре Суворина.

## Пьеса «Чёрные вороны»

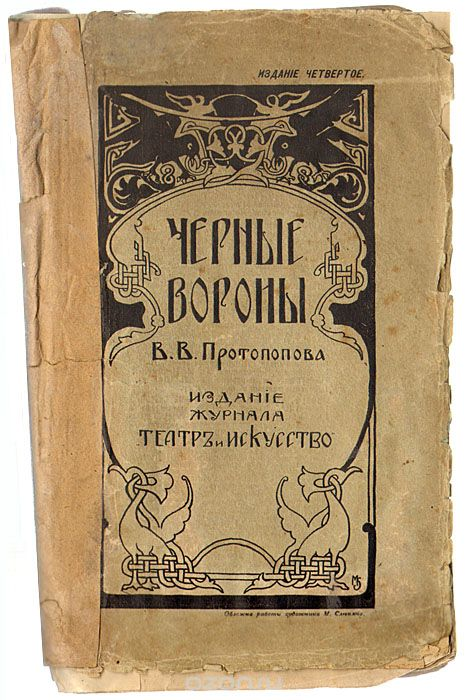
Чёрные вороны. Обложка работы художника М. Слѣпяна

Самым известным сочинением Протопопова стала пьеса «Чёрные вороны». Пьеса была написана автором в Вологде, во время революции 1905 года, основой для неё послужил роман «Иоанниты», изданный в газете «Петербургский листок». Также Протопопов пользовался информацией из полицейских источников, к которой имел доступ как журналист. В этом сочинении выводились на сцену сектанты иоанниты: «богородица» Порфирия в лице матушки Гусевой и другие ее «сподвижники». Пьеса была напечатана в журнале «Театр и искусство» в 1907 году. Перед её публикацией Протопопов отправил своё произведение в Духовное Ведомство миссионеру Н. И. Булгакову, чтобы выяснить его взгляд и заключение о пользе или о позволительности постановки пьесы в театре. Очень суровый миссионер Булгаков, оказался в высшей степени добросовестным и прямым в своём деле человеком. Он ответил Протопопову на официальном бланке петербургского епархиального миссионера, что не только, «как знаток дела иоаннитов, находит изображение их вполне отвечающим истине и действительности», но и благодарил Протопова за то, что с помощью театра он задумал бороться с тёмным, бессмысленным и отвратительным явлением, которое не только портит чистоту веры в населении и кладёт пятно на нашу Церковь, но которое победить нет силы у разрозненных и слабых сил миссии, у миссионеров. После этого Протопопов издал свою пьесу вместе с рецензией миссионера Булгакова. За два года это сочинение было переиздано ещё 4 раза.
Осенью 1907 года «Чёрных воронов» начали ставить в «Петербургском театре Н. Д. Красова» и множестве российских провинциальных театров. Пьесе сопутствовали аншлаги, благодаря её введению в репертуар происходило значительное пополнение театральных касс. Первые постановки не вызвали возражений. Ситуацию изменила постановка пьесы в Саратове, которую осуществил известный режиссёр и антрепренёр Н. И. Собольщиков-Самарин. Режиссёр достаточно вольно проинтерпретировал текст, изменив порядок сцен и придав спектаклю сатирический окрас. При этом сатира в основном была обращена на монашество и традиционный русский церковный уклад. В результате пьеса была воспринята частью жителей Саратова как откровенно кощунственная. Особо сильное неприятие пьеса вызвала у близкого к черносотенным кругам епископа Саратовского и Царицынского Гермогена (Долганёва). 25 октября он послал обер-прокурору П. П. Извольскому телеграмму, в которой ходатайствовал о запрете постановки, хотя бы в пределах его епархии. Параллельно епископ Гермоген предпринял ещё один решительный шаг. Его телеграмма обер-прокурору, дополненная эмоциональным предисловием в форме воззвания, стала широко распространяться листовками на улицах Саратова и немедленно попала на страницы центральной печати. Воззвание начиналось словами: «Поистине это чёрная стая сущих воронов, — безнравственная и бездарная труппа актёров, евреев и бывших русских людей — налетела на наш бедный город: она издали почуяла трупный запах от разлагающихся здесь… органических устоев нравственности… растерзанных так ещё недавно бушевавшим здесь революционно-убийственным (освобождающим от жизни) движением». Очень скоро саратовский губернатор С. С. Татищев получил телеграммой распоряжение от министра внутренних дел П. А. Столыпина снять пьесу с репертуара. Благодаря широкому распространению «Саратовского воззвания», по российским губерниям началась волна протестов против «Чёрных воронов». Многие епархиальные архиереи, откликаясь на «ропот» возмущённых граждан, также добивались от местной власти запрета постановки. Из «Чёрных воронов» убиралось все, что могло оскорбить чувства верующих, но и это практически не влияло на масштаб развернувшейся против пьесы кампании. Сам Протопопов сразу после выхода «саратовского воззвания» написал, что «хотел оберечь истинное чистое православие от наносных элементов», и возлагал всю вину за то, что она оскорбила чьи-то религиозные чувства, на Н. И. Собольщикова-Самарина.
Для того, чтобы окончательно запретить пьесу, в Петербург приехали три черносетенца епископ Саратовский Гермоген (Долганёв), епископ Орловский Серафим (Чичагов) и протоиерей Иоанн Восторгов, 11 декабря 1907 года их принял император Николай II; в течение 1,5 часов Гермоген рассказывал монарху, как левая печать и общество травят болящего, умирающего Иоанна Кронштадтского, и в лице его, Православную церковь и веру. Своим рассказом Гермоген довёл Николая II до слёз. Царь сейчас же позвонил по телефону Столыпину передал приказ, чтобы немедленно и везде снять с репертуара пьесу «Чёрные вороны». Современный историк А. В. Перекатов отмечал, что противостояние с театральными сферами нанесло большой репутационный урон и осложнило Русской Православной Церкви и без того непростые отношения с образованным обществом, что сыграло на руку её непримиримым врагам, ещё долго использовавшим инцидент с «Черными воронами» в пропагандистских целях.
Пьеса Протопопова привлекла внимание Святейшего Синода к проблеме иоаннитов (хлыстов-киселёвцев), основатели и распространители данного учения постановлением Синода 1912 года были объявлены сектантами, их сочинения были осуждены. В 1917 году, после Октябрьской революции, в РСФСР запрет на пьесу отменили и в этом же году режиссёром М. М. Бонч-Томашевским и продюсером Пауль-Эрнстом Тиманом был снят художественный фильм «Чёрные вороны», поставленный по одноимённой пьесе Протопопова. Пьеса была переведена на французский, немецкий, итальянский, английский и армянский языки.

## Общественная  и коллекционная деятельность Протопопова
Протопопов был большим ценителем и собирателем книг, областью его библиофилии были книги, касающихся театра. Он собрал огромную коллекцию, около 5000 томов редчайших изданий на всех языках мира. В его собрании были не только книги, но и фарфоровые и бронзовые статуэтки, миниатюры, рукописи, а также изображения русских актёров: фотографии и портреты, написанные масляными красками и акварелью. В 1912 году Протопопов издал каталог своей коллекции тиражом 500 экземпляров. В 1913 году он согласился передать своё собрание Петербургу, при условии, что для неё будет выделено отдельное помещение. После смерти Протопопова его жена передала его коллекцию в дар Дирекции Императорских театров. В настоящее время часть его коллекции, где представлены театральные реликвии, хранится в Санкт-Петербургском музее театрального и музыкального искусства, а библиотека вошла в состав фондов Санкт-Петербургской городской театральной библиотеки. Протопопов 12 лет был директором Литературно-художественного общества, был избран заведующим ссудной операцией в совете Императорского Русского театрального общества. Протопопов был членом совета Русского театрального общества, Художественного педагогического совета театральной школы А. С. Суворина, директором театра имени А. С. Суворина. В 1915 году Протопопов основал «Финансовую газету».

## Смерть и погребение
Вернувшись из Ялты, 6 апреля 1916 года он скоропостижно скончался в Москве. 12 апреля его тело было похоронено на кладбище Новодевичьего монастыря в Петрограде.